# August-revolutionen
August-revolutionen (vietnamesisk: Cách mạng tháng Tám) var en revolution lanceret af Viet Minh mod fransk koloniale styre i Vietnam den 14. august 1945.

## Historie
I marts 1945 arresterede de japanske styrker i Vietnam den franske guvernør og inviterede kejser Bao Dai til at danne en regering. Bao Dai havde været en politisk kransekagefigur under franskmændene og var ikke bedre under japanerne, hvor han optrådte som deres marionet. Der var bestemt ingen tro på hans evne til at lede Vietnam efter anden verdenskrig.[kilde mangler] Da japanerne blev besejret under den den sovjetiske befrielse af Manchuriet i august 1945, overgav de japanske tropper sig nogle dage senere. Ifølge de vilkår, der var fastsat af de allierede, skulle japanske styrker i det nordlige Vietnam overgive sig til kineserne, mens de i det sydlige Vietnam skulle overgive sig til britiske styrker. Den 14. august tog Ho Chi Minh og Viet Minh kontrol over Vietnam og udstedte en erklæring om uafhængighed samt dannede en national regering. Augustrevolutionen, som den siden er blevet kendt, var populært og kortvarigt vellykket.[kilde mangler] Men de allierede styrker forhindrede Viet Minh i at udvide deres myndighed til hele nationen.
Den 2. september 1945 erklærede Ho Chi Minh Vietnams uafhængighed fra Frankrig under det nye navn Den Demokratiske Republik Vietnam.